# Église Saint-Sylvestre de Bagnoli del Trigno
Pour les articles homonymes, voir San Silvestro.
L'église Saint-Sylvestre (en italien : chiesa di San Silvestro) est une église catholique romane située dans la commune de Bagnoli del Trigno, dans la province d'Isernia, au Molise.

## Historique
Sa construction a débuté au XIIIe siècle dans la partie ancienne de Bagnoli del Trigno, sur le promontoire rocheux qui domine la Terra di basso.